# 山陵志
『山陵志』（さんりょうし）は、江戸時代後期に蒲生君平が著した書物で、天皇陵（山陵）に関する研究調査結果を記した史料である。
特に、この書物の中では「宮車説」を記している。

## 概要
蒲生君平が寛政8年（1796年）から寛政12年（1800年）にかけて自ら行った近畿地方や四国地方の陵墓調査結果を編纂したもので、草稿は寛政9年（1797年）に、最終稿は享和元年（1801年）に完成したと言われる。書物として発刊されたのは文化5年（1808年）とも文政5年（1822年）とも言われる。文政5年説の場合、君平の死後にはじめて出版されたことになる。「前方後円墳」という言葉は『山陵志』の中で初めて君平が用いた言葉である。本書が幕末の尊王論の根拠となったと評される一方で、調査結果を記録した考古学資料としての評価も高く、明治維新の後、明治天皇は君平の業績を讃え、勅命により郷里である宇都宮に石碑（蒲生君平勅旌碑）が建立された。本書は徳川光圀が編纂に取り組んだ『大日本史』の補完資料の位置付けとしても評価されている。

## 構成
全2巻。
- 第1巻
  - 大和国の山陵（31箇所）
    - 神武天皇陵
    - 綏靖天皇陵
    - 安寧天皇陵
    - 懿德天皇陵
    - 宣化天皇陵
    - 孝元天皇陵
    - 天武天皇および持統天皇陵（合葬）
    - 欽明天皇陵
    - 文武天皇陵
    - 齊明天皇陵
    - 孝昭天皇陵
    - 孝安天皇陵
    - 後醍醐天皇陵
    - 崇峻天皇陵
    - 舒明天皇陵
    - 崇神天皇陵
    - 景行天皇陵
    - 光仁天皇陵
    - 開化天皇陵
    - 聖武天皇陵
    - 元明天皇陵
    - 元正天皇陵
    - 平城天皇陵
    - 垂仁天皇陵
    - 安康天皇陵
    - 成務天皇陵
    - 孝謙天皇陵
    - 孝靈天皇陵
    - 顯宗天皇陵
    - 武烈天皇陵

  - 河内国の山陵（13箇所）
    - 仲哀天皇陵
    - 允恭天皇陵
    - 應神天皇陵
    - 雄略天皇陵
    - 仁賢天皇陵
    - 清寧天皇陵
    - 安閑天皇陵
    - 敏達天皇陵
    - 用明天皇陵
    - 推古天皇陵
    - 孝徳天皇陵
    - 後村上天皇陵

  - 和泉国の山陵（3箇所）
    - 仁徳天皇陵
    - 履中天皇陵
    - 反正天皇陵

  - 摂津国、丹波国、阿波国、淡路国、讃岐国、隠岐国、佐渡国（各1箇所、計7箇所）
    - 繼體天皇陵（摂津国）
    - 光嚴天皇陵（丹波国）
    - 土御門天皇陵（阿波国）
    - 淳仁天皇陵（淡路国）- 廃帝。孝謙上皇により皇位を剥奪・降格され、配流先の淡路国で没した。
    - 崇徳天皇陵（讃岐国）
    - 後鳥羽天皇陵（隠岐国）
    - 順徳天皇陵（佐渡国）
- 第2巻
  - 山城国（30箇所）
    - 天智天皇陵
    - 醍醐天皇陵
    - 朱雀天皇陵
    - 桓武天皇陵
    - 仁明天皇陵
    - 後深草天皇陵
    - 伏見天皇陵
    - 後伏見天皇陵
    - 後柏原天皇陵
    - 後奈良天皇陵
    - 白河天皇陵
    - 淳和天皇陵
    - 文徳天皇陵
    - 光孝天皇陵
    - 宇多天皇陵
    - 後朱雀天皇陵
    - 後冷泉天皇陵
    - 村上天皇陵
    - 圓融天皇陵
    - 後村上天皇陵
    - 一條天皇陵
    - 堀河天皇陵
    - 嵯峨天皇陵
    - 龜山天皇陵
    - 後龜山天皇陵
    - 清和天皇陵
    - 後三條天皇陵
    - 二條天皇陵
    - 華山天皇陵
    - 三條天皇陵
    - 後花園天皇陵
    - 陽成天皇陵
    - 後一條天皇陵
    - 冷泉天皇陵
    - 高倉天皇陵
    - 六條天皇陵
    - 後白河天皇陵
    - 後堀河天皇陵
    - 四條天皇陵
    - 後圓融天皇陵
    - 後小松天皇陵
    - 稱光天皇陵
    - 後土御門天皇陵
    - 正親町天皇陵
    - 後陽成天皇以降の陵